# 单公子愆期
单公子愆期（？—？），姬姓，单氏，名愆期，又作成愆，为单顷公的次子，单靖公的弟弟，是周灵王的卫士。

## 政变
大夫儋季（周灵王的弟弟）去世后，他的儿子儋括将要朝见周灵王，所以表现得很欢喜。站在周灵王旁边的愆期对周灵王说：“父亲死了不哭泣，表明他心愿不小。看人的时候烦躁不安，趾高气扬，证明他心思在别的事情上。不杀他今后肯定要为害国家。”但是灵王不以为然。
前545年，灵王驾崩后，儋括想拥立王子佞夫为王，但王子佞夫并不知道。543年四月戊子，儋括率军进攻大夫成愆的封地蒍，成愆逃到平畦，儋括正式造反。五月癸巳，尹言多、刘毅、单蔑、甘过、巩成杀掉了王子佞夫，儋括奔晋。书曰“天王杀其弟佞夫。”